# Foce del Fiume Pollina e Monte Tardara
Foce del Fiume Pollina e Monte Tardara este o arie protejată (arie specială de conservare — SAC, sit de importanță comunitară — SCI) din Italia întinsă pe o suprafață de 2.095 ha, integral pe uscat.

## Localizare
Centrul sitului Foce del Fiume Pollina e Monte Tardara este situat la coordonatele 37°58′31″N 14°12′29″E / 37.975278°N 14.208056°E.

## Înființare
Situl Foce del Fiume Pollina e Monte Tardara a fost declarat sit de importanță comunitară în septembrie 1995 pentru a proteja 2 specii de plante și 15 specii de animale. Situl a fost protejat și ca arie specială de conservare în decembrie 2015.

## Biodiversitate
Situată în ecoregiunea mediteraneană, aria protejată conține 12 habitate naturale: Păduri de stejar alb estice, Tufărișuri termo-mediteraneene și de pre-deșert, Pante stâncoase calcaroase cu vegetație casmofită, Ape oligotrofe în general din solurile nisipoase vest-mediteraneene, cu un conținut foarte redus de minerale, cu Isoetes spp., Fânețe de joasă altitudine (Alopecurus pratensis, Sanguisorba officinalis), Păduri de Quercus ilex și Quercus rotundifolia, Dune mobile cu vegetație embrionară, Vegetație anuală la limita mareei, Pseudostepă cu ierburi și specii anuale de Thero-Brachypodietea, Galerii și tufărișuri riverane sudice (Nerio-Tamaricetea și Securinegion tinctoriae), Păduri de Quercus suber, Râuri mediteraneene cu debit intermitent, cu specii de Paspalo-Agrostidion.
La baza desemnării sitului se află mai multe specii protejate:
- plante (2): Dianthus rupicola, Leontodon siculus
- păsări (14): fluierar de munte (Actitis hypoleucos), potârnichea de stâncă (Alectoris graeca), stârc cenușiu (Ardea cinerea), ciocârlie-cu-degete-scurte (Calandrella brachydactyla), caprimulg (Caprimulgus europaeus), egretă mică (Egretta garzetta), șoim călător (Falco peregrinus), pescăruș râzător (Larus ridibundus), ciocârlie de pădure (Lullula arborea), privighetoare (Luscinia megarhynchos), prigoare (Merops apiaster), codobatură galbenă (Motacilla alba), mărăcinar (Saxicola rubetra), sitar de pădure (Scolopax rusticola)
- reptile (1): țestoasă bănățeană (Testudo hermanni)

Pe lângă speciile protejate, pe teritoriul sitului au mai fost identificate 44 de specii de plante, 1 specie de amfibieni, 2 specii de mamifere, 2 specii de nevertebrate, 2 specii de reptile.